# Monuments nationaux de Gradiška
Cet article recense les monuments nationaux situés sur le territoire de la municipalité de Gradiška (Bosanska Gradiška) en Bosnie-Herzégovine et dans la république serbe de Bosnie. La liste établie par la Commission pour la protection des monuments nationaux compte 7 monuments nationaux inscrits sur la liste principale et 4 monuments inscrits sur une liste provisoire.

## Monuments nationaux
| Monument                                             | Ville ou village             | Géolocalisation | Datation      | Commentaire éventuel                    | Photo |
| ---------------------------------------------------- | ---------------------------- | --------------- | ------------- | --------------------------------------- | ----- |
| Église Saint-Nicolas de Romanovci                    | Romanovci                    |                 | XVIIIe siècle | Église en bois ; église orthodoxe serbe |       |
| Église Saint-Pierre et Saint-Paul de Grbavci         | Grbavci                      |                 | ?             |                                         |       |
| Harem Musala                                         | Gradiška (Bosanska Gradiška) |                 | ?             | Cimetière                               |       |
| Médersa de Derviš Hanume                             | Gradiška (Bosanska Gradiška) |                 | 1899 ?        | Médersa                                 |       |
| Site préhistorique de Donja Dolina                   | Donja Dolina                 |                 |               | Site archéologique                      |       |
| Turbe de Sheikh Gaibija et harem de la mosquée Tekke | Gradiška (Bosanska Gradiška) |                 | 1620          | Turbe                                   |       |
| Hôtel de ville et Hôtel Kaiser à Gradiška            | Gradiška (Bosanska Gradiška) |                 | ?             |                                         |       |

## Liste provisoire
| Monument                                                          | Ville ou village             | Géolocalisation | Datation | Commentaire éventuel                       | Photo |
| ----------------------------------------------------------------- | ---------------------------- | --------------- | -------- | ------------------------------------------ | ----- |
| Couvent des Sœurs-de-l'Adoration-du-Sang-du-Christ de Nova Topola | Nova Topola                  |                 |          |                                            |       |
| Ensemble commémoratif de Gradina                                  |                              |                 |          |                                            |       |
| Église Saint-Joseph de Nova Topola                                | Nova Topola                  |                 |          | Église catholique, avec le centre pastoral |       |
| Église Saint-Roch de Gradiška                                     | Gradiška (Bosanska Gradiška) |                 |          | Église catholique, avec le centre pastoral |       |